# Infestum
Infestum (лат. infestum — враждебность, злобность, состояние опасности) — белорусская блэк-метал-группа. Раннее творчество этой группы имело оттенок пэган-метала, а позднее приобрело стиль, называемый Chaotic Black Metal, или Extreme Black Metal. По мнению издателя More Hate Productions, Infestum являются одной из самых уважаемых групп на сцене блэк-метала стран бывшего СССР.

## История

### Ранние годы

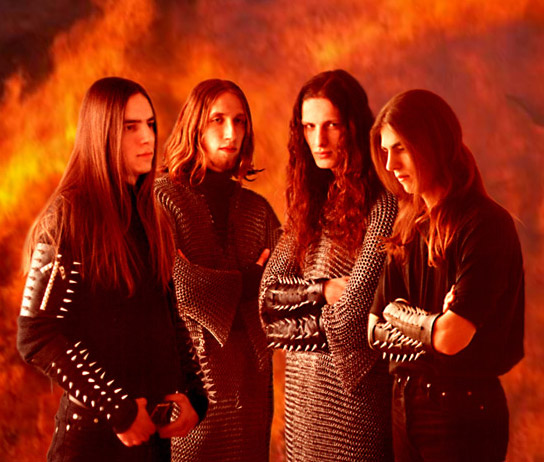
Группа Infestum в 2001г.

Группа Infestum была образована в 2000 г. после распада группы Midgard бывшими её участниками Grond (ударные) и Skald (гитара). Вскоре в группу присоединились Ion (вокал) и Thorngrim (бас). Группа начала создавать свои первые песни. На репетициях Infestum играл также песни таких групп как Sepultura, Mayhem, Venom, Bathory. Эти группы вдохновляли музыкантов и являлись отправной точкой для создания своих песен и своего стиля. Зимой 2000-2001 был записан демо-альбом «Infestum» - пять треков яростного чёрного метала с фольклорными, языческими элементами. Песня «Сеча» этого альбома начинается со звуков битвы, топота лошадей, людских криков, лязга мечей и топоров. Это вступление определяет тематику творчества группы в первые её годы. Как сказал Ion в интервью интернет-журналу «Eternal Hate», «Наша история, битвы прошлого и битвы в нашем сознании являются фундаментальной частью в нашем творчестве». Позже, в 2002 г. эта запись была издана североамериканским лейблом Battle Hymn Records в формате MCD. Мини-альбом получил хорошие отзывы. Его сравнивали с работами Bathory, Falkenbach, Gontyna Kry, Graveland, Nordreich и др.
Весной 2001 г. группа начала концертную деятельность. Но уже в октябре Grond получил травму, из-за которой не смог больше выступать. Он был заменён участником Burglar, игравшим тогда в Morbid Victory. Burglar стал новым членом группы, и покинул Morbid Victory. Он участвовал в записи нового, полноформатного альбома, который члены группы собирались назвать «Criteria Of Pure Insanity», но позже изменили решение, и это название было дано первому треку альбома.
Зимой 2001—2002 группа записала полноформатный альбом, который был назван «Last Day Before The Endless Night» (Последний день перед бесконечной ночью). Альбом содержал 4 перезаписанные песни из демо-альбома и новый материал. В конце 2002 альбом был издан российским лейблом More Hate Productions в CD формате. Обложку для альбома составлял Владимир Смердулак, который работал ранее с такими группами, как Nanghizidda и Massive Carnage. Тяжёлый метал в этом альбоме был разбавлен инструментальными композициями, которые подчеркнули фольклорную направленность творчества Infestum первых лет. Но лирика новых песен этого альбома уже была лишена фольклорных мотивов, и была больше сфокусирована на олицетворении тёмных частей человеческого подсознания, показе внутреннего хищника, который присутствует в каждом человеке.

### «Ta Natas» (2003—2007)

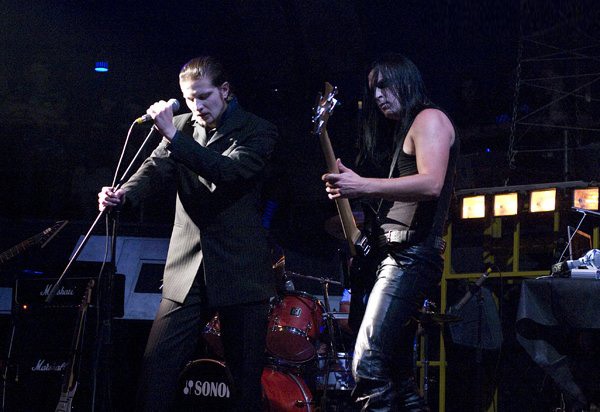
Группа Infestum на фестивале Metalfront в Минске в 2008 г.

В 2003 начинает работу над новым альбомом «Ta Natas». По словам Ion, это должна была быть «во всех смыслах более плотная и жёсткая музыка, чем на предыдущих работах», а Skald охарактеризовал этот альбом как «полный дурдом». Очень долго материал альбома претерпевал изменения и не издавался. После шумихи первого альбома, музыканты решили, по словам фронтмена, «уйти на время в тень, прервать концертную деятельность и сконцентрироваться на том, ради чего собственно мы и начинали». Группа не выступала 2 с лишним года. За это время трое из 4-х участников группы успели обзавестись семьями. В 2005 Infestum сыграл на фестивале «Memento Mori Fest-II», выйдя на сцену «в обычной рубашке и джинсах», удивив своим новым имиджем тех, кто знал группу раньше. В интервью Музыкальной газете Ion дал обоснование этим изменениям:

Типичный «тру-блэковый» имидж не является сколько-нибудь важным для нас. Сегодня на сцене мы такие, как в жизни. И это—действительно искренне и честно. По отношению к самим себе, в первую очередь.— Ion (Музыкальная газета, 2005)
Наконец, в 2007 немецким лейблом Blood Fire Death Productions был издан новый альбом группы. Этот альбом был уже лишён той фольклорной направленности и приобрёл новые экспрессивные авангардные формы. Черный метал альбома дополнен симфоническими элементами и игрой синтезатора. Обложку альбома разработал Владимир Смердулак, имеющий уже большой опыт в создании художественного материала для многих метал-групп (Аркона, Dark Princess, Rossomahaar, Autumn, Devilish Distance, Asguard и др.). Также, для альбома были сняты два видео: «Razor To Throat» и «Ta Natas». Созданием клипов занимался басист Thorngrim. «Razor To Throat» (Бритвой по горлу) долгое время был очень популярен на портале metalvideo.com, входя в первую десятку рейтинга. В клипе, кроме членов группы Infestum, снималась девушка по имени Ноктурна. Она появляется в клипе в обнажённом виде. В клипе «Ta Natas» есть кадры с множеством человеческих черепов. Эти кадры были взяты из документального фильма о Костехранилище (одна из достопримечательностей Чехии). Альбом «Ta Natas» неоднозначно был встречен критикой, но большинство отзывов были положительные или нейтральные. На многих метал-сайтах альбом получил оценки выше среднего. «Этот альбом полон гнева, боли и отчаяния», как утверждает один из критиков. По словам другого, музыкантам Infestum «удаётся скомбинировать тьму, отчаяние и мелодию, что удаётся не каждой группе». Недостатком этого альбома критики считают чрезмерно обработанный и усиленный вокал. 20 октября 2007 лидер группы был приглашён на радио-программу MassaBrutto, выходившую в эфир на Радио-Минск, а также вещаемую в интернет-радио rock.aplus.by, чтобы презентовать свой альбом. Песни альбома впоследствии неоднократно попадали в ротацию на MassaBrutto.   Одновременно с изданием альбома из-за расхождения во взглядах из группы уходит Divine Skald. Место гитариста занимает A\Vesh (Наша Вайна, Piarevaracien).

### Недавние события
Уже в 2009 A\Vesh уходит из группы вместе с участником Burglar, перешедшим в группу Medievil. В группу приходит новый гитарист W-todd (ID:vision), который долгое время являлся другом участников группы. В новом составе, весной 2010 года группа выпустила интернет-сингл «Void Of Nebulae», а ещё чуть позже — интернет-мини-альбом «Renaissance», состоящий из 5 композиций. В 2012 году состав дополняют Werwolfe (бас) и
```
Forneus (барабаны) — так же участники проекта ID:vision. Thorngrim теряет интерес к экстремальной сцене, сконцентрировавшись на своем рок-проекте INCITY.
```

## Интересные факты
- Солист группы Ion в своей юности участвовал в деятельности нескольких церквей, работал реставратором Петропавловской церкви. Он также хорошо знаком с Библией и с деятельностью многих христианских сект.[4]
- C 2006 Thorngrim, а также Burglar выступают дополнительно в группе Medievil (только на концертах)[14].
- Альбом «Ta Natas» был посвящён Алёне Зимницкой (16.10.1981–19.09.2006)[15].
- В первые годы Infestum выступал на сцене в кольчугах, но потом сменил стиль на более строгий, официальный [8].
- В последние годы группа сосредоточилась на удаленной работе — вокалист Ян Леонович и гитарист Wrathtodd записывают новые композиции, находясь в разных странах[16].

## Состав
Состав группы несколько раз менялся. Единственными постоянными участниками группы, существовавшими в ней с самого создания, являются Ion the Saint и Thorngrim.

### 2000—2001
- Ion (вокал)
- Divine Skald (гитара)
- Grond (ударные)
- Thorngrim (бас и синтезатор)

### 2001—2007
- Burglar (ударные)
- Ion (вокал)
- Divine Skald (гитара)
- Thorngrim (бас и синтезатор)

### 2007—2009
- A\Vesh (гитара)
- Burglar (ударные)
- Ion (вокал)
- Thorngrim (бас и синтезатор)

### C 2009
- Ion the Saint (вокал)
- Thorngrim (бас и синтезатор)
- W-todd (гитара)

### C 2012
- Ion the Saint (вокал)
- W-todd (гитара и синтезатор)
- Werwolfe (бас)
- Forneus (ударные)

## Дискография
- 2001 — «Infestum» (EP)
- 2002 — «Infestum» (альбом, MCD, Battle Hymn Records)
- 2003 — «Last Day Before The Endless Night» (альбом, CD, More Hate Productions)
- 2007 — «Ta Natas» (альбом, CD, Blood Fire Death Productions)
- 2010 — «Void Of Nebulae» (сингл)
- 2010 — «Renaissance» (EP)
- 2014 — «Monuments Of Exalted» (альбом, CD)

## Видеоклипы
- 2007 — «Razor To Throat»
- 2007 — «Ta Natas»